# Кёльш, Адольф
Адольф Кёльш (нем. Adolf Koelsch; 7 июля 1879, Ахорн, Баден — 3 февраля 1948, Рюшликон, Цюрих) — швейцарский биолог и писатель; учился в Гейдельберге, где в 1900 году защитил кандидатскую диссертацию; в 1904 переехал в Швейцарию и стал обозревателем в газете «Neue Zürcher Zeitung»; автор биографии пионера анестезии У. Мортона; также пробовал свои силы в качестве пейзажиста.

## Биография
Адольф Кёльш родился 7 июля 1879 года на территории баденской общины Ахорн в семье местного пастора. После окончания школы, он учился в Гейдельбергском университете; в 1900 году защитил диссертацию и стал кандидатом наук. После этого Кёльш начал работать журналистом в Вюрцбурге; в 1904 году он переехал из Германской империи в Швейцарию и поселился в Цюрихе. Здесь он написал и опубликовал ряд научно-популярных работ ботанической и зоологической тематики, а кроме того — стал обозревателем в соответствующем разделе газеты «Neue Zürcher Zeitung» (NZZ). Позднее он также опубликовал несколько романов и рассказов; среди прочего является автором биографии пионера общей анестезии Уильяма Т. Г. Мортона. С 1912 года Адольф Кёльш проживал в Рюшликоне (кантон Цюрих), где пробовал свои силы в качестве пейзажиста и акварелиста; высокое плато было выбрано им для постройки своего одиночно стоящего дома (1937), ставшего его центром для наблюдения за природой. Скончался 3 февраля 1948 года.

## Работы
- Biologische Spaziergänge durch die Kleintier- und Pflanzenwelt, Stuttgart 1908.
- Durch Heide und Moor, Stuttgart 1910.
- Mit Vögeln und Fischen auf Reisen, Stuttgart 1910.
- Von Pflanzen zwischen Dorf und Trift, Stuttgart 1910.
- Bunte Beute, Stuttgart 1912.
- Es ist sehr weit zum Paradies, Zürich 1944.
- Greif nur hinein …, Rüschlikon-Zch. 1946.
- Der Herr der Welt inkognito, Rüschlikon-Zch. 1947.
- Wunder in uns, Rüschlikon-Zürich 1948.